# Prags borg
Prags borg (tjekkisk: Pražský hrad) ligger på et højdedrag tæt ved Vltava i Prag. Borgen befinder sig nordvest for bydelen Malá Strana og øst for Hradčany.
Prags borg har gennem mere end tusind år været hjemsted for statsoverhoveder: Bøhmiske konger, tysk-romerske kejsere, tjekkoslovakiske præsidenter og senest Tjekkiets præsidenter. En lang række afgørende begivenheder i disse nationers historie har fundet sted på borgen, der derfor er central i Østeuropas historie.

## Historie
Borgen daterer sig mindst tilbage til omkring 870, hvorfra den første murede bygning stammer. Det var prins Bořivoj 1., der flyttede sin bolig til området og opførte en kirke til Jomfru Maria, der for længst er væk. Det tidligste bygningsværker, der stadig eksisterer, er Sankt Georgskirken fra starten af det 10. århundrede. Bøhmens første kloster blev opført i klosteret, og en basilika tilegnet Sankt Vitus fra 1096 erstattede en ældre rundkirke tilegnet samme helgen.
I det 12. århundrede blev der opført et romansk palads på borgområdet, men den blev erstattet i det 14. århundrede under Karl 4. af et slot i gotisk stil. Karl var meget initiativrig og påbegyndte også opførelsen af den nuværende domkirke, Sankt Vitus-katedralen (Katedrála svatého Víta), til erstatning af Sankt Vitus-basilikaen samt forstærkede borgens befæstning. Karls søn, Václav 4., flyttede imidlertid residens til et nyt kongeslot i Staré Město, så borgen i en længere periode ikke var beboet. Kong Vladislav Jagiellon gav i 1485 startskuddet til nyt liv på borgen ved at påbegynde en restauration af paladset i borgen. I den forbindelse blev den store Vladislav-sal i det gamle kongeslot opført, oprindeligt med henblik på afholdelse af indendørs ridderturneringer. Også to nye forsvarstårne blev tilføjet på borgens nordside.
I 1541 blev store dele af borgen ødelagt af en brand, men i den følgende tid blev nye bygninger opført. Ferdinand 1. lod sommerslottet Belvedere opføre til sin hustru Anne, og en af hans efterfølgere, Rudolf 2., flyttede det tysk-romerske riges hovedstad fra Wien til Prag med borgen som centrum. Rudolf var meget kunst- og videnskabsinteresseret, og han tiltrak en række personligheder fra hele Europa, blandt andet Tycho Brahe og Johannes Kepler. Kongeslottets nordlige fløj med den spanske hall blev grundlagt af Rudolf for at huse hans skattede kunstsamling.
I 1618 fandt den anden såkaldte udsmidning sted, da protestantiske adelsmænd gjorde oprør mod de katolske habsburgere. De trængte ind på borgen og kastede kejserens statholdere og en sekretær ud ad vinduet. Ofrene reddede livet, da de landede i en bunke affald, men episoden blev optakten til trediveårskrigen og afsluttede Bøhmens selvstændighed. Under krigen skete der store skader på borgen, og mange af Rudolfs kunstgenstande blev stjålet af svenske krigsmænd. I en årrække herefter forfaldt borgområdet, og fattige folk fik tilladelse til at bygge småhuse bag murene.
Borgen blev standsmæssigt genopbygget i starten af det 18. århundrede på foranledning af dronning Maria Theresia af Østrig, og derfor er slottet udadtil præget af den på den tid herskende nyklassicistiske stil. Slottet havde ikke den store politiske betydning i de følgende par århundreder, før det blev regeringssæde i 1918 ved Tjekkoslovakiets selvstændighed. I den forbindelse blev der foretaget en del renoveringer af blandt andet haverne. Under den nazistiske besættelse under anden verdenskrig fungerede borgen som hovedkvarter for rigsprotektor Reinhard Heydrich. Efter krigen, hvor kommunisterne overtog magten, blev borgen igen centrum for Tjekkoslovakiets regering. Efter fløjlsrevolutionen og landets opdeling fortsatte borgen som sæde for Tjekkiets præsident.

## Seværdigheder
Indgangen til borgen findes mod vest ved Hradčanské námeŝti, og her kommer man ind i første borggård. Denne efterfølges af anden og tredje borggård. I nordenden af anden borggård finder man Borggalleriet, som oprindeligt var en staldbygning. Rudolf 2. opbyggede en stor kunstsamling, som dog senere blev plyndret, men i 1960'erne fandt man 130 malerier herfra af en række store mestre, der efter grundig restaurering nu kan beses i galleriet.
Centralt i tredje borggård finder man Prags domkirke, hvis første dele stammer fra Karl 4.'s tid. Der blev bygget på kirken i flere omgange i de følgende årtusinder, og først i 1929 var kirken klar til indvielse. I kirkens Václav-kapel, der var et af de første afsnit, der stod færdigt i 1364, findes et skatkammer med de tjekkiske kronjuveler, der kun vises frem ved meget specielle anledninger. I kirkens krypt ligger flere kejsere begravet, blandt andet Karl 4. og Rudolf 2. Kirkens tårn har en udsigtsplatform i 80 m højde med fin udsigt over Prag.
Sydøst for domkirken ligger det gamle kongeslot, der blandt andet indeholder Vladislav-salen på 63×18 m med en højde på 13 m. Øst for domkirken finder man Sankt Georgskirken, hvor der nu blandt andet afholdes koncerter, og det tilhørende kloster, der fungerer som en afdeling af Nationalgalleriet. Videre mod øst finder man Den Gyldne Gade (Zlatá uliĉka), hvor en række små huse, oprindeligt brugt af håndværkere, senere af kunstnere (blandt andet Franz Kafka). Husene var beboet til 1947, men er nu istandsat og bruges til museer og souvenirbutikker. I området finder man også bygningen Grevens gemakker, der nu huser Legetøjsmuseet (Muzeum hraček).
Nord for det befæstede område finder man blandt andet de kongelige haver og sommerslottet Belvedere.
50°05′N 14°24′Ø / 50.09°N 14.4°Ø